# 小行星7901
小行星7901（英語：7901 Konnai）是一颗围绕太阳公转的小行星。1996年2月19日，小林隆男在大泉町发现了此天体。
这颗小行星的绝对星等为95.70869480560189等。